# Praxisphilosophie
Praxisphilosophie ist eine Denkrichtung innerhalb der marxistischen philosophischen Weltanschauung, die sich auf die frühen Schriften von Karl Marx bezieht, von da aber auch dessen gesamtes politisch-ökonomisches Werk interpretiert. Zur Abgrenzung gegenüber der Handlungstheorie, dem Pragmatismus oder einer praktischen Philosophie wird auch der Begriff „marxistische Praxisphilosophie“ verwendet. Sie verdankt ihre genauere Bezeichnung als Philosophie der Praxis und damit die Betonung ihres undogmatischen Charakters dem italienischen Historiker Antonio Labriola. Die verschiedenen Denker und Beiträge auf diesem Feld können als praxiszentriert oder praxisanalytisch charakterisiert werden. Dieser Ansatz beinhaltet eine in bestimmter Hinsicht erweiterte Wirklichkeitsauffassung, eine entsprechende Erkenntnis- sowie Subjektivitätstheorie und weist dem Praxisdenker selbst eine bestimmte Stellung und Aufgabe im gesellschaftlichen Prozess zu.

## Grundzüge der Philosophie der Praxis
Praxisphilosophen und praxisphilosophisch inspirierte Wissenschaftler verstehen Praxis als Existenzweise des Menschen, zugleich epistemologisch als Ursprung und Bezugsfeld kognitiver Fähigkeiten und des wesentlich schöpferischen Charakters menschlichen Denkens und Tuns. Diese Befähigung und die innere interaktive Struktur der menschlichen Persönlichkeit oder Identität korrespondieren dem Charakter des äußerlichen gesellschaftlichen Handlungszusammenhangs. Dem integralen Charakter des Praxisbegriffs entspricht, dass Theorie nicht außer oder über der Praxis steht, sondern als deren innere logische Dimension aufgefasst wird. Auch fällt die Natur und alles Gegenständliche nicht jenseits so verstandener Praxis, sondern begegnet als Objektivität in deren bestimmten Perspektiven und Horizonten. Der Lebensform Praxis hat sich so auch die Dialektizität des Welthaften erschlossen. Damit steht „gesellschaftliche Praxis“ überhaupt für die Konstruktion gesellschaftlicher Wirklichkeit und die darin lebenden und mit wirkenden „gesellschaftlichen Individuen“. Als konstitutiv für die Synthesis gesellschaftlicher Praxisperspektiven gelten eine „Widersprüchlichkeit“ und daraus erwachsende „Dialektik der Praxis“, das heißt ein Prozesscharakter allen Geschehens und des historischen Wandels aller gesellschaftlichen Formbildungen und Praxisformierungen. In dieser Sichtweise, aus ihrer bestimmten gesellschaftsgeschichtlichen Situation heraus, verstehen sich Praxistheoretiker selbst als praxisimmanent, als Kritiker entfremdeter Verhältnisse und Sprecher eines praktischen Humanismus, als verantwortlich im Sinne eines sozialen Auftrags zur Emanzipation.

## Überblick zur Entwicklung
Die Philosophie der Praxis stellt Ernst Bloch zufolge ein „Novum“ der Geistesgeschichte dar und impliziert einen entsprechenden Typus von Wissenschaftlichkeit. Durch immer neue Versuche, den philosophischen Kerngehalt des Marxschen Denkens in diesem Sinne zu identifizieren und das Praxiskonzept in wechselnden gesellschaftsgeschichtlichen Konstellationen weiterzuentwickeln, entfaltete sich eine europäische Denkströmung. Zu dieser zählen herausragende Denker wie Antonio Gramsci, Herbert Marcuse, Ernst Bloch und Henri Lefebvre. Ferner formierte sich vorübergehend die jugoslawische Praxisgruppe und es bildeten sich Zentren des praxisphilosophischen Diskurses in Korcula, Leipzig und Kassel. Während die Zuordnung von George Herbert Mead umstritten ist, kann an der Wende zum 21. Jahrhundert Pierre Bourdieu im praxiszentrierten Feld verortet werden. Die ganze Entwicklung des dem Selbstverständnis nach „eingreifenden Begreifens“ steht naturgemäß in engem Zusammenhang mit jeweiligen geschichtlichen Perioden vom 19. bis an die Schwelle zum 21. Jahrhundert.

### Entstehung des Praxisdenkens im 19. Jahrhundert
Der Ursprung des neuartigen Praxisdenkens liegt in den Ökonomisch-philosophischen Manuskripten von Karl Marx aus dem Jahr 1844 und dem gemeinsam mit Friedrich Engels verfassten Manuskriptkonvolut von 1845–46, das unter dem Titel Die deutsche Ideologie auch erst 1932 veröffentlicht wurde. Schon Friedrich Engels hatte allerdings erkannt, dass die aus der Anfangszeit stammenden 11 Feuerbachthesen von Marx den „genialen Keim“ des Neuen enthielten und Versuche unternommen, den Nachkommenden durch seine Schriften zur Dialektik und zur historisch-materialistischen Weltanschauung die Marxschen Grundgedanken zu vermitteln. Aber erst Antonio Labriola identifizierte eine „Philosophie der Praxis“ als immanenten Kern des Marxschen Schaffens und verstand diese als eine weiter auszuführende Arbeitsaufgabe.

### Ansätze in der Weltkriegsepoche
In der Krisen- und Revolutionsepoche von Anfang des 20. Jahrhunderts bis zum Ende des Zweiten Weltkriegs traten politisch engagierte Intellektuelle hervor, um die philosophischen Denkgrundlagen zu erneuern. Karl Korsch konstatierte angesichts der vorherrschenden orthodoxen Strömung eine „entscheidende Krise des Marxismus“. Von den bedeutenderen Marxismusdenkern Karl Korsch, Georg Lukács und Antonio Gramsci bezog sich vor allem letzterer auf Antonio Labriola. Der 5. Band seiner Werke trägt den Titel „Philosophie der Praxis“. Als nicht in der kommunistischen Bewegung aktiver Linksintellektueller sind Beiträge des jungen Herbert Marcuse bemerkenswert. Marcuse begrüßte 1932 begeistert die Erstveröffentlichung der „Ökonomisch-philosophischen Manuskripte“.

### Praxisphilosophen im fortgehenden 20. Jahrhundert
Durch den Anspruch eines authentischen Rückbezugs auf Marx entwickelte sich die Praxisphilosophie und die darin verankerte Wissenschaftlichkeit im 20. Jahrhundert in scharfem Gegensatz zur stalinistischen Dogmatik und östlichen Lehre des Marxismus-Leninismus. Im Osten und besonders in der DDR wurden jüngere Ansätze der Praxisphilosophie meist abgelehnt. Die Praxisphilosophie war daher überwiegend im Zusammenhang des von Perry Anderson so genannten westlichen Marxismus präsent. Im Hinblick auf die Kreativität und den Umfang des Werkschaffens ragen Ernst Bloch sowie Henri Lefebvre durch die praxisphilosophischen Reflexionen seiner „Metaphilosophie“ und eine kulturrevolutionäre „Kritik des Alltagslebens“ heraus. Blochs Hauptwerk Das Prinzip Hoffnung enthält die bis dato bedeutendste Interpretation der Marxschen „Theorie-Praxis-Konzeption“. Seit 1968 wurden dann die sozialen Bewegungen von Marcuses Kritik an der „Eindimensionalität“ der modernen Gesellschaft und von dem von Ernst Bloch entwickelten Begriff der „konkreten Utopie“ inspiriert.

### Praxisphilosophie und Kritische Theorie
Im Westen standen die Praxisdenker stets in einer Fundamentalopposition zum vorherrschenden affirmativen Denken, zum Positivismus und zur so genannten bürgerlichen Theorie, aber auch in einem Spannungsverhältnis zur Kritischen Theorie und der Frankfurter Schule als deren Wirkungszentrum. Die Kritische Theorie von Max Horkheimer, Theodor W. Adorno und schließlich von Jürgen Habermas setzte sich immer weiter von Marx ab. Habermas verwarf schließlich den materialistisch fundierten Praxisbegriff als „holistisch“ und räumte einem „kommunikativen Handeln“ Vorrang ein. Nach der Veröffentlichung seines Hauptwerkes Theorie des kommunikativen Handelns avancierte Habermas „in Ost- und Westeuropa zum Haupterben der Kritischen Theorie und Philosophie der Praxis“, wie Volker Caysa 2010 kritisch anmerkt. Mit der „Dominanz der Habermasschen Philosophie kam es zur Entgegensetzung von Produktions- und Kommunikationsparadigma im Sinne der Entgegensetzung von Altem und Neuem in der Philosophie. Alternative Entwürfe einer modernen Praxisphilosophie, die am Produktionsparadigma festhalten, geraten seither in den Verdacht veraltet bzw. durch die Theorie des kommunikativen Handelns längst überwunden zu sein. Andere Konzepte einer Philosophie der Lebenspraxis werden bestenfalls philosophiehistorisch gewürdigt als Konzepte, die einer Phase der Werkentwicklung von Habermas entsprechen oder die durch Habermas selbst aufgehoben wurden.“ Dem gegenüber gilt auf der anderen Seite die Bezugnahme auf die Feuerbachthesen und die Marxsche Kritik der politischen Ökonomie, der Austausch mit der von Hegel ausgehenden dialektischen Philosophie, die Verbindung mit sozialen Bewegungen, die Orientierung auf systemische Alternativen und damit auf eine zukünftige, nicht entfremdete, nicht kapitalistische Gestalt von Wirtschaft und Gesellschaft als unverzichtbar. Die signifikanten Differenzen zwischen dem praxisphilosophischen Denken und einer Kritischen Theorie, aber auch gegenüber sonstigen Sozialtheorien, treten besonders in der positiven Bewertung eines praxiswissenschaftlich fundierten „konkret-utopischen“ Zukunftsdenkens hervor. Mit Verweis auf ethnographische Fallstudien erkennt Gerd Spittler anders als Habermas, der Arbeit kategorial als instrumentelles Handeln bestimmt, Arbeit immer auch als Interaktion bzw. „kommunikatives Handeln“. Aus der praxeologischen Sichtweise des Ethnologen spricht nichts für die von Habermas postulierte instrumentelle Auffassung von Arbeit oder die Herrschaft der Technik. Vielmehr erweist sich die Arbeit als „Interaktion zwischen eigenständigen Arbeitern, Arbeitsmitteln und Arbeitsgegenständen.“

### Zentren des praxisphilosophischen Diskurses
Vormals konnte sich unter besonderen historischen Bedingungen, im Zwischenraum des blockfreien Jugoslawien, die Praxis-Gruppe bilden, die durch ihre Sommerschule in Korčula und die Zeitschrift Praxis für etwa zehn Jahre eine europäische und internationale Ausstrahlung erreichte. Im Einflussbereich des Sowjetimperiums wurde der Ansatz nicht geduldet. Beispielsweise sah sich Ernst Bloch gezwungen, die DDR 1961 zu verlassen. Wie Georg Lukács nach dem Ungarnaufstand 1956 musste auch der tschechische Philosoph Karel Kosík nach der Niederschlagung des Prager Frühlings 1969 die Universität verlassen und wurde als antisozialistisch diffamiert. Nachdem ein späterer Versuch zur Rehabilitierung von Praxis als „Zentralkategorie des Marxismus“ in der DDR rigide unterdrückt worden war, gab es nach dem Zusammenbruch nochmals Anknüpfungsversuche und Diskussionen in Leipzig. Das bedeutendste Zentrum für die Fortführung praxisphilosophischer Diskurse waren schließlich die Kasseler Tagungen und Publikationen in den 1980er Jahren, zuletzt im Jahr 1993. Ein programmatischer Titel lautete „Grundlinien und Perspektiven einer Philosophie der Praxis“.

## Praxisphilosophie im 21. Jahrhundert
Infolge des Zusammenbruchs der DDR und des Sowjetimperiums, nach dem im Westen verkündeten „Ende der Geschichte“, wurden marxistische Denkansätze marginalisiert. Auch die praxisphilosophische Denkströmung erlitt eine personelle und institutionelle Auszehrung. Als Ausnahme kann vor allem der Soziologe Pierre Bourdieu mit seinem Entwurf einer „Theorie der Praxis“ gelten. Sein Konzept einer praxeologischen Erkenntnis- und Handlungstheorie überschneidet sich deutlich mit marxistischen Denkansätzen. Auf dieser Grundlage erhob er die Forderung nach einem „theoretisch begründeten Utopismus“ und engagierte sich in gesellschaftspolitischen Fragen. Auch in der neueren Ethnologie, Sozial- und Kulturanthropologie wird häufig praxeologisch argumentiert und geforscht.
Einer wissenschaftstheoretisch begründeten Forderung nach utopistischer Erforschung gesellschaftlicher Alternativen begegnet man ansonsten noch bei dem Weltsystemtheoretiker Immanuel Wallerstein. Wallerstein verweist auf den holistischen Charakter sozialer Realität, welcher die herkömmliche Trennung gesellschaftswissenschaftlicher Disziplinen außer Kraft setzt, und fordert eine politisch-ökonomisch informierte „historische Sozialwissenschaft“, welche „sich in den Ungewissheiten eines Übergangs wohl fühlt und die zur Veränderung der Welt beiträgt“. Damit gibt sich Wallerstein als moderner Praxisdenker zu erkennen.
Für die Entwicklungsgeschichte der Philosophie der Praxis gilt überwiegend, dass diese sich zwar grundsätzlich auf die Marxsche Entfremdungskritik und Kapitalanalyse stützte, sich aber vorzugsweise auf dem Terrain einer Sozialphilosophie, Soziologie und Sozialpsychologie bewegte und in der Idee der „konkreten Utopie“ zuspitzte. Diese kam auf dem benachbarten Entwicklungsfeld der „Kritik der politischen Ökonomie“ bis hin zu neuerer, auf die ökonomische Theorie konzentrierte Marxlektüre gerade nicht zur Geltung.
Auf diese und andere offen gebliebene Fragen zielt, jetzt vor dem Hintergrund der aktuellen Wirtschafts- und Gesellschaftskrisen, die „Initiative für Praxisphilosophie und konkrete Wissenschaft“. Die programmatische Absicht besteht in der Wiederaufnahme und Vernetzung praxisphilosophischer Ansätze, der Ausformung als paradigmatische Position der modernen Gesellschaftswissenschaft und die Zusammenführung des utopistischen und politisch-ökonomischen Ansatzes, um zur Orientierung für eine gesellschaftliche Alternative beizutragen.